# 후쿠사야
후쿠사야(福砂屋)는 일본 나가사키현 나가사키시에 본점을 둔 카스텔라 제조업체이다. 카스텔라의 원조로 알려져 있다.